# Бејлис Кросродс (Вирџинија)
Бејлис Кросродс (енгл. Baileys Crossroads) насељено је место без административног статуса у америчкој савезној држави Вирџинија.

## Демографија
По попису из 2010. године број становника је 23.643, што је 477 (2,1%) становника више него 2000. године.
| Група             | 2000.         | 2010.         |
| Белци             | 7.741 (33,4%) | 7.736 (32,7%) |
| Афроамериканци    | 2.514 (10,9%) | 3.599 (15,2%) |
| Азијати           | 2.865 (12,4%) | 2.458 (10,4%) |
| Хиспаноамериканци | 8.596 (37,1%) | 9.336 (39,5%) |
| Укупно            | 23.166        | 23.643        |